# Карузо, Сальваторе
Сальвато́ре Кару́зо (итал. Salvatore Caruso; род. 15 декабря 1992 года в Аволе, Италия) — итальянский профессиональный теннисист.

## Биография
Отец — Винченцо по профессии портной; мать — Микелина — учитель; есть брат Антонио и сестра Росселла.
Сальваторе начал играть в теннис в 6 лет. Тренируют Карузо Паоло Каннова в академии TC Quadro. Сальваторе – правша, его любимый прием - двуручный направленный удар слева. Любимое покрытие — хард; любимый турнир — Уимблдон. Кумиром в мире тенниса в детстве называет Ллейтона Хьюитта.

## Спортивная карьера
Дебютную встречу на профессиональном уровне Карузо провел в 2009 году, выступая в квалификационном раунде турнира серии «челленджер». В 2011 году Карузо выиграл свой первый поединок на турнире серии «фьючерс», а затем на другом «фьючерсе» добрался до четвертьфинальной стадии.
Весной 2013 года, играя в паре с канадцем Хвойкой, итальянец одержал первую победу на «фьючерсе». Спустя два месяца в Падуе он выиграл турнир этой серии в одиночках. Зимой 2014-го состоялся дебют Сальваторе в отборе на турнир Мирового тура АТП, где он проиграл в первом квалификационном раунде. В марте ему удалось отпраздновать победу на двух «фьючерсах» в парах, а в октябре он переиграл всех оппонентов на одиночном «фьючерсе» и завершил сезон на 455-м месте.
В июле 2015 года теннисист впервые одолел соперника из топ-100 мирового рейтинга на турнире в Сан-Бенедетто и затем пробился в полуфинальный раунд данного «челленджера». В сентябре он завоевал 3-й чемпионский титул на «фьючерсах». Благодаря этим результат спортсмен поднялся в рейтинге почти на двести строчек вверх.
Карузо дебютировал в турнирах серии АТП на турнире в Риме в 2016 году, куда он получил Уайлд-кард в основную сетку. Карузо проиграл в первом раунде Нику Кирьосу — 1-6, 2-6.
Весной 2017 года Сальваторе победил на двух «фьючерсах», а летом вместе с партнером из Франции Эйссериком выиграл «челленджер» в парах.
В начале следующего сезона Сальваторе пробился в главную часть турнира серии Большого шлема – Открытого чемпионата Австралии, взяв верх над тремя соперниками на квалификационном этапе. В первом раунде он уступил в пяти сетах Малику Джазири из Туниса, хотя выигрывал по ходу встречи 2-0. В сентябре Сальваторе заполучил первый титул «челленджер» в одиночках на турнире в Комо. В финальной битве итальянец переиграл чилийца Гарина в 2-х сетах.
В 2019 году Карузо пробился в основную сетку Открытого чемпионата Франции через квалификацию. Неожиданно для всех Сальваторе добрался до 3-го раунда, одолев на втором этапе 26-ю ракетку мира Симона в трех сетах. В третьем круге он потерпел поражение от Новака Джоковича.

## Рейтинг на конец года
| Год  | Одиночный рейтинг | Парный рейтинг |
| 2019 | 96                | 575            |
| 2018 | 158               | 291            |
| 2017 | 204               | 276            |
| 2016 | 253               | 438            |
| 2015 | 227               | 407            |
| 2014 | 455               | 596            |
| 2013 | 348               | 982            |
| 2012 | 602               | 1 032          |
| 2011 | 1 246             |                |

## Выступления на турнирах

### Финалы турнировATPв парном разряде (1)

#### Поражения (1)
| Легенда                     |
| --------------------------- |
| Турниры Большого шлема (0*) |
| Финал АТР-тура (0)          |
| ATP Мастерс 1000 (0)        |
| АТР 500 (0)                 |
| АТР 250 (0)                 |

| Титулы по покрытиям | Титулы по месту проведения матчей турнира |
| ------------------- | ----------------------------------------- |
| Хард (0)            | Зал (0)                                   |
| Грунт (0)           | Зал (0)                                   |
| Трава (0)           | Открытый воздух (0)                       |
| Ковёр (0)           | Открытый воздух (0)                       |

* количество побед в одиночном разряде + количество побед в парном разряде.
| №  | Дата            | Турнир                   | Покрытие | Партнёр       | Соперники в финале                 | Счёт           |
| 1. | 23 февраля 2020 | Рио-де-Жанейро, Бразилия | Грунт    | Федерико Гайо | Марсель Гранольерс Орасио Себальос | 4-6 7-5 [7-10] |